# Dalian East Harbor C05 Mixed Use Project
Le Dalian East Harbor C05 Mixed Use Project est un gratte-ciel en construction à Dalian en Chine. Il s'élèvera à 220 mètres.